# Carlos Quintero
Carlos Julián Quintero Norena (Villamaría, 5 marzo 1986) è un ex ciclista su strada e pistard colombiano.
Scalatore, professionista dal 2012 al 2021, ha partecipato a due edizioni del Giro d'Italia, nel 2013 e nel 2014.

## Palmarès

### Strada
- 2008 (Monsummanese-Bedogni-Praga-Natalini)

Memorial Morgan Capretta
- 2009 (Bedogni-Grassi-Natalini)

Trofeo Pedalata Elettrica
Trofeo Festa Patronale - Trofeo Frasconi Fosco
- 2010 (Bedogni-Grassi-Natalini)

Coppa Caduti - Puglia di Arezzo
La Ciociarissima
- 2018 (Orgullo Paisa, due vittorie)

6ª tappa Vuelta a Colombia (Tocancipá > Sogamoso)
4ª tappa Clásico RCN (Anapoima > Funza)
- 2019 (Manzana Postobón, una vittoria)

1ª tappa Vuelta a Asturias (Oviedo > Pola de Lena)
- 2021 (Terengganu Cycling Team, due vittorie)

Grand Prix Velo Alanya
Grand Prix Gündoğmuş

#### Altri successi
- 2011 (GW Shimano)

1ª tappa Vuelta a Antioquia (cronosquadre)
- 2015 (Colombia)

Classifica scalatori Tirreno-Adriatico

### Pista
- 2005

Campionati colombiani, Inseguimento individuale

## Piazzamenti

### Grandi Giri
- Giro d'Italia

2013: ritirato (10ª tappa)
2014: 117º
- Vuelta a España

2015: 92

### Classiche monumento
- Milano-Sanremo

2015: 107º
- Liegi-Bastogne-Liegi

2014: 83º
- Giro di Lombardia

2011: ritirato
2012: 21º
2013: ritirato
2014: ritirato

### Competizioni mondiali
- Campionati del mondo

Verona 2004 - Cronometro Juniores: 46º
Verona 2004 - In linea Juniores: 34º
Ponferrada 2014 - In linea Elite: ritirato
Richmond 2015 - In linea Elite: 68º